# Teodoro Aragón Foureaux
Teodoro Aragón Foureaux (Vallecas, 1885 - Madrid, 31 de dezembro de 1974) foi um palhaço espanhol, fazendo parte do grupo Pompoff, Thedy y Emig.

## Biografia
Filho e irmão de palhaços, começou a carreira numa das empresas mais famosas de palhaços da espanha no século XX e depois de aprender acrobacias nos Estados Unidos e apos o seu retorno a Madrid, foi um dos fundadores do grupo Pompoff, Thedy y Emig.